# خوسيه فران
خوسيه فران (بالإسبانية: José Francisco Agulló Sevilla) هو لاعب كرة قدم إسباني في مركز نصف الجناح، ولد في 1 يونيو 1992 في سانتا بولا في إسبانيا. لعب مع نادي إلدينسي.

## وصلات خارجية
- خوسيه فران على موقع قاعدة بيانات كرة القدم.إي يو (الإنجليزية)
- خوسيه فران على موقع Soccerway.com (الإنجليزية)
- خوسيه فران على موقع AS.com (الإسبانية)